# Ptereleotridae
Los Ptereleótridos son una familia de peces marinos, raramente de agua dulce, incluida en el orden Perciformes, distribuidos por aguas tropicales y subtropicales.
Tradicionalmente se encuadraban en una subfamilia dentro de la familia Microdesmidae, aunque estudios más modernos demostraron que tenían origen polifilético por lo que se separaron en esta familia aparte.

## Géneros
Existen 48 especies agrupadas en 5 géneros:
- Género Aioliops (Rennis y Hoese, 1987)
- Género Nemateleotris (Fowler, 1938)
- Género Oxymetopon (Bleeker, 1861)
- Género Parioglossus (Regan, 1912)
- Género Ptereleotris (Gill, 1863)

## Imágenes

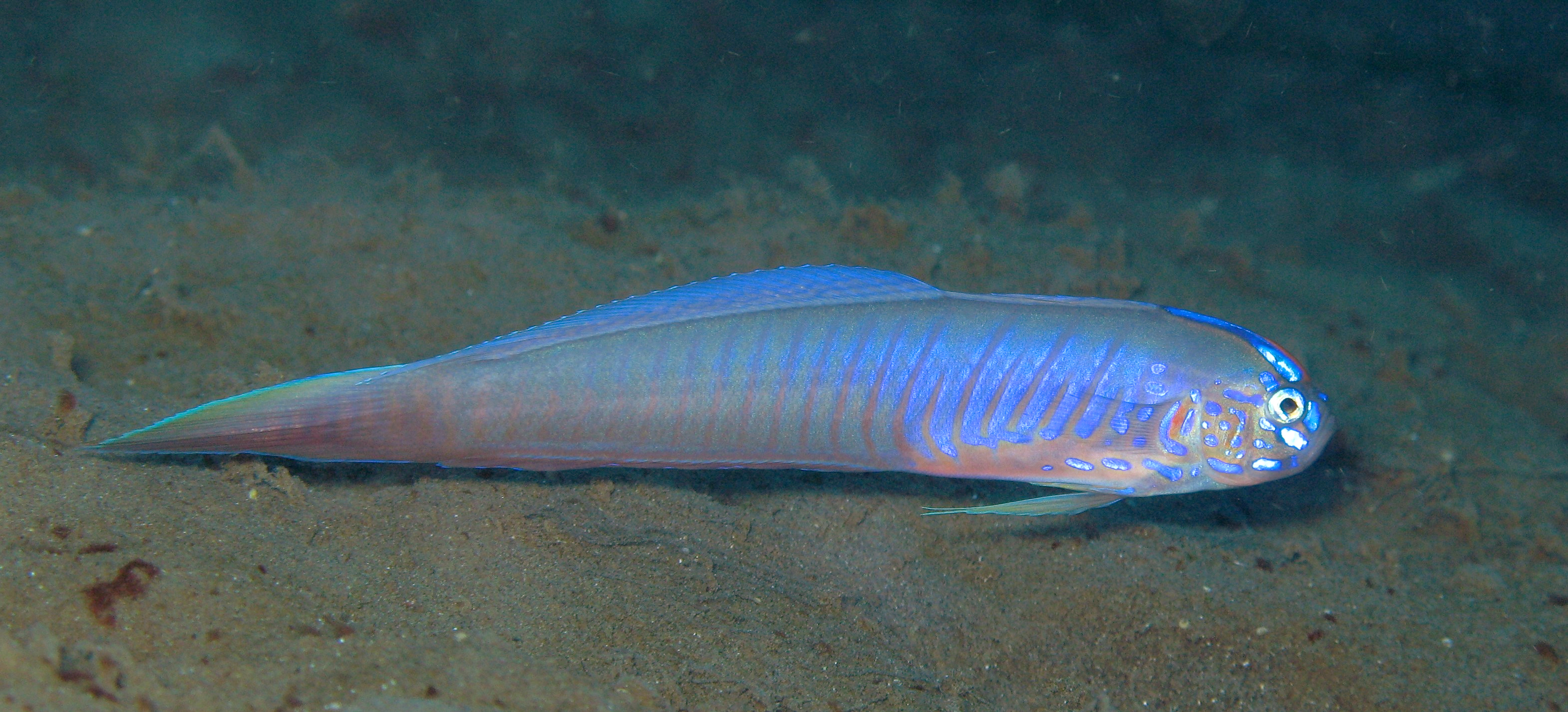
Oxymetopon cyanoctenosum
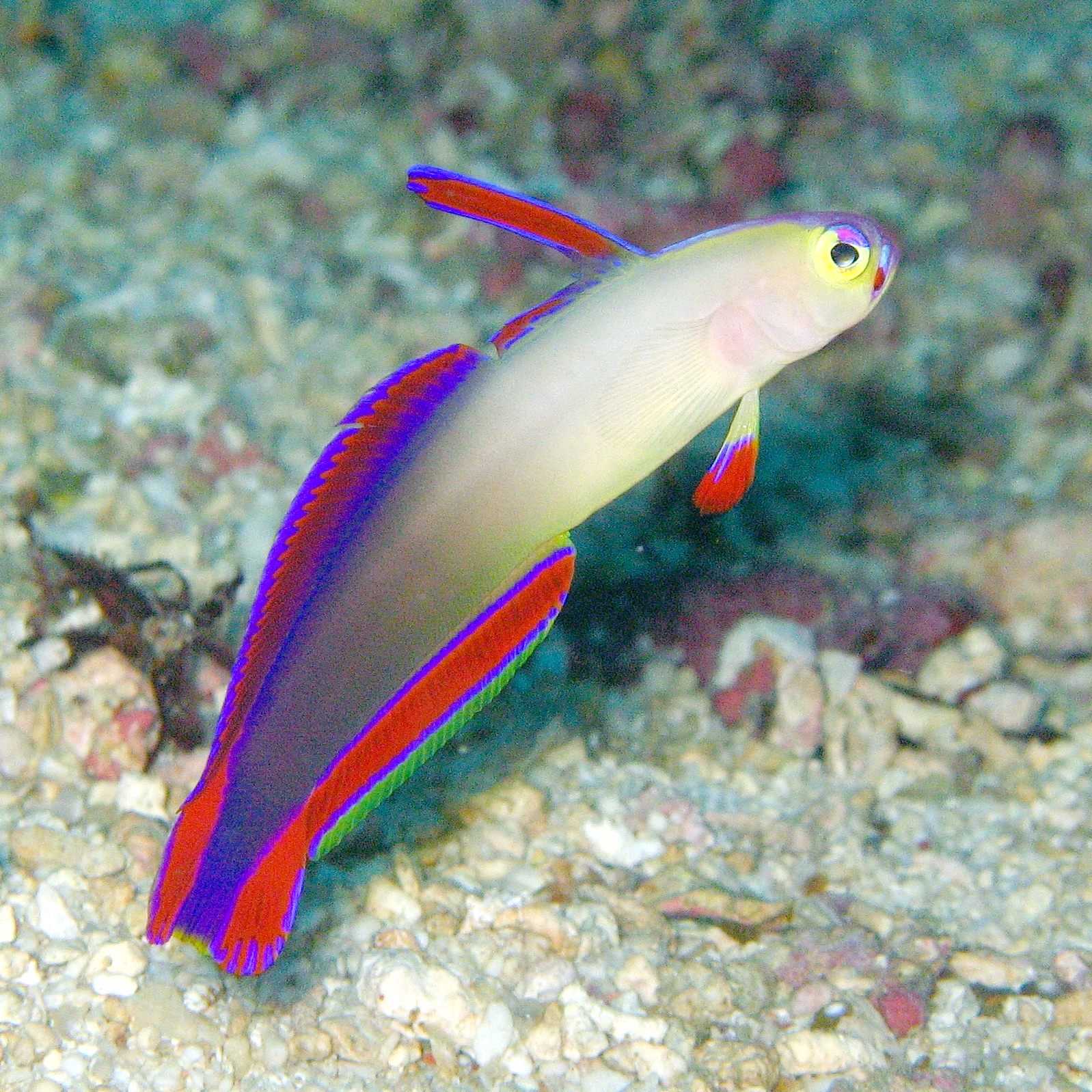
Nemateleotris decora
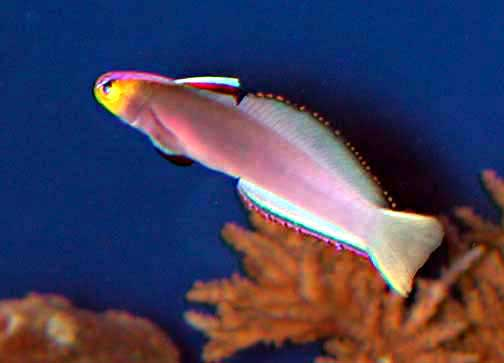
Nemateleotris helfrichi
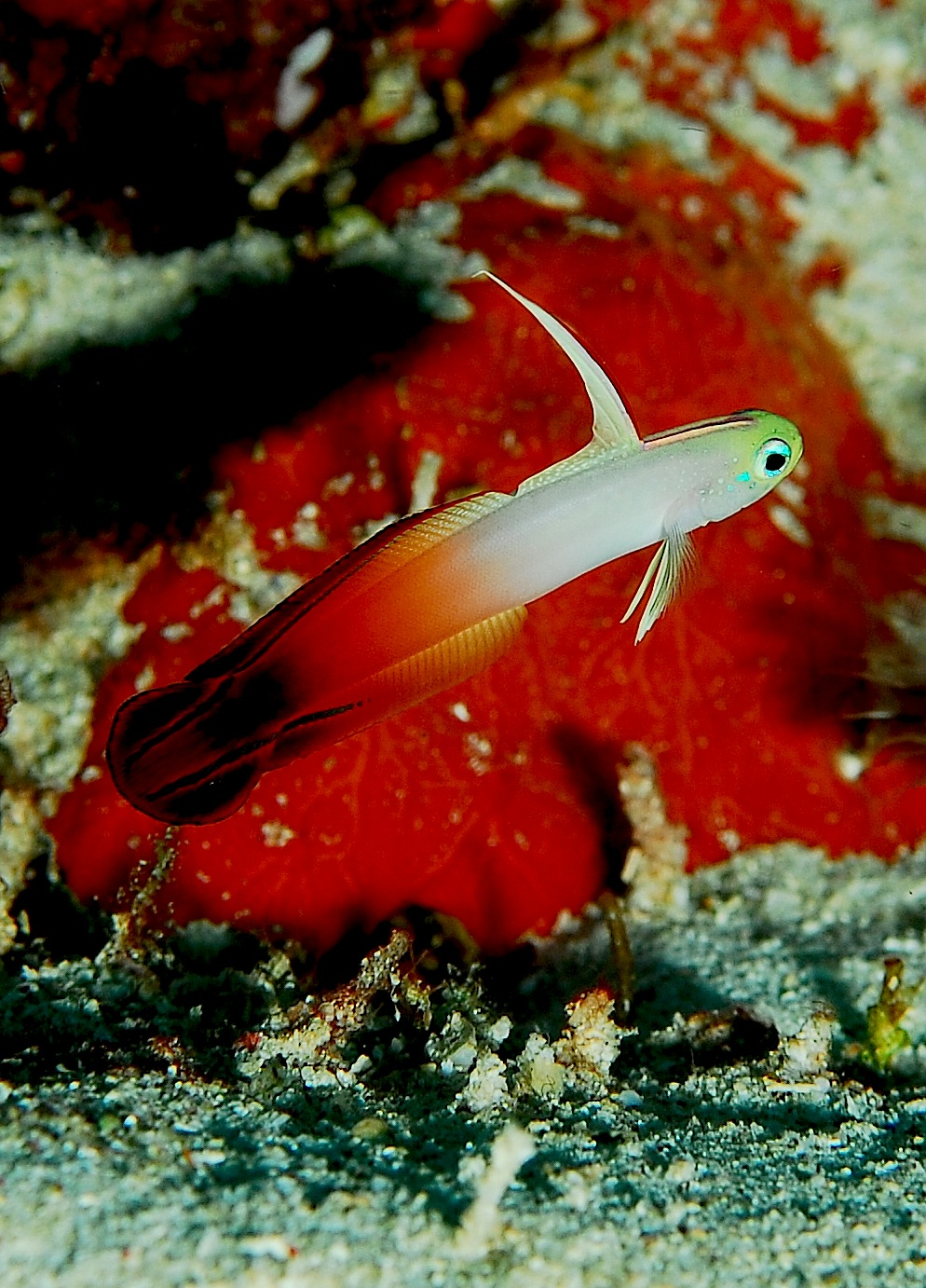
Nemateleotris magnifica